# Строшек
«Строшек» (нем. Stroszek) — кинофильм немецкого режиссёра Вернера Херцога. Премьера в ФРГ состоялась в январе 1977 года. Одна из самых пронзительных картин режиссёра, «Строшек» представляет собой трагическую притчу об «обществе потребления», равнодушно исторгающем из себя всё неординарное и перемалывающем судьбы «маленьких людей».

## Сюжет
Западный Берлин, середина 1970-х годов. Главный герой Бруно Строшек, уличный музыкант, недавно освободившийся из тюремного заключения и явно страдающий психическим расстройством, пытается начать жить сначала. Вместе со своим соседом, эксцентричным стариком Шайцем, и страдающей от притеснений сутенёра проституткой Эвой он отправляется в Америку (штат Висконсин). Однако жизнь на «земле обетованной» оказывается столь же безрадостной, что и на родине. Герои не в состоянии оплатить своё жильё. Эва возвращается к привычному ремеслу. Бруно и Шайц предпринимают жалкую попытку ограбить магазин, в результате чего старика арестовывают. Бруно, отчаявшись, едет куда глаза глядят и оказывается в резервации индейцев чероки (штат Северная Каролина). Он оставляет свой убогий автомобиль, повернув руль так, что машина долго-долго крутится по площади; садится на фуникулёр и теперь уже сам крутится на нём, как белка в колесе, а потом кончает с собой выстрелом из ружья.

## Работа над фильмом
Сценарий фильма был написан за несколько дней в расчёте на исполнителя главной роли, непрофессионального актёра Бруно С. и с использованием ряда фактов его биографии. Таким образом, фильм отчасти тяготеет к документальному. Как вспоминает Херцог, он пообещал Бруно, что снимет его в главной роли в фильме «Войцек» по пьесе Бюхнера. После того, как он объявил Бруно, что в фильме будет сниматься другой актёр, Бруно был настолько растерян и разочарован, что Херцог пообещал, что через два дня пришлёт ему сценарий нового фильма, в котором он будет сниматься, и что даже название его будет напоминать «Войцека». Он сдержал своё обещание, и считает этот написанный в спешке сценарий одной из лучших своих работ.

## Награды
Лента получила специальный приз жюри кинофестиваля в Таормине и премию Немецкой ассоциации кинокритиков за лучший фильм, а также номинировалась на премию Deutscher Filmpreis за лучшую женскую роль (Эва Маттес).

## Факты
- Именно этот фильм смотрел перед самоубийством лидер группы Joy Division Иэн Кёртис. Эту же телевизионную трансляцию вечером 17 мая 1980 года смотрел Дэвид Линч, работая в Лондоне над своим вторым полнометражным фильмом «Человек-слон»[2].
- Во франкоязычных странах шёл под названием «Баллада о Бруно» (La Ballade de Bruno).